# Eumseong-gun
Eumseong-gun är en landskommun (gun) i den sydkoreanska provinsen Norra Chungcheong. Den hade 101 844 invånare i slutet av 2020. Den administrativa huvudorten heter Eumseong-eup med 17 557  invånare (2020). Såväl Geumwang-eup som Daeso-myeon har dock fler invånare än Eumseong-eup.
Förenta nationernas förre generalsekreterare Ban Ki-moon föddes 1944 i Wonnam-myeon i den södra delen av kommunen.

## Administrativ indelning
Kommunen är indelad i två köpingar (eup) och sju socknar (myeon):
Daeso-myeon,
Eumseong-eup,
Gamgok-myeon,
Geumwang-eup,
Maengdong-myeon,
Saenggeuk-myeon,
Samseong-myeon,
Soi-myeon och
Wonnam-myeon.